# لوك رايت
لوك رايت (7 مارس 1985 في المملكة المتحدة - ) (بالإنجليزية: Luke Wright)‏ هو لاعب كريكت بريطاني. شارك مع منتخب إنجلترا للكريكت. أما مع النوادي، فقد لعب مع Impalas (cricket team) ‏ وQuetta Gladiators ‏ وDurbar Rajshahi ‏ ونادي مقاطعة ليسترشاير للكريكت ‏ ونادي مقاطعة ساسكس للكركيت ‏ وPune Warriors India ‏ وDhaka Capitals ‏ وميلبورن ستارز ‏.

## وصلات خارجية
- لوك رايت على موقع إي آس بي آن كريك إنفو (الإنجليزية)